# It's... Madness Too
It's... Madness Too är ett samlingsalbum av det brittiska ska/popbandet Madness från 1991. Det kombinerar bandets hitsinglar med deras b-sidor. Det är en fortsättning av It's... Madness från 1990.

## Låtlista
1. "The Prince" (Lee Thompson) – 2:29
2. "Madness" (Cecil "Prince Buster" Campbell) – 2:38
3. "One Step Beyond" (Prince Buster, Chas Smash) – 2:20
4. "Mistakes" (Michael Barson, John Hasler) – 2:54
5. "The Return of the Los Palmas 7" (Barson, Daniel Woodgate, Mark Bedford) – 2:32
6. "Night Boat to Cairo" (Barson, Graham McPherson) – 3:18
7. "Shut Up" (Christopher Foreman, McPherson) – 2:50
8. "A Town With No Name" (Foreman) – 2:52
9. "Cardiac Arrest" (Smash, Foreman) – 2:54
10. "In the City" (McPherson, Smash, Barson, Foreman, Crutchfield, Inoue) – 2:56
11. "Our House" (Smash, Foreman) – 3:12
12. "Walking with Mr. Wheeze" (Barson) – 3:32
13. "Tomorrow's (Just Another Day)" (Smash, Barson) – 3:09
14. "Victoria Gardens" (Barson, Smash) – 3:51
15. "The Sun and the Rain" (Barson) – 3:27
16. "Michael Caine" (Woodgate, Smash) – 3:33